# Kuopiostadion
Het Kuopiostadion is een (Fins: Kuopion keskuskenttä) multifunctioneel stadion in de Finse stad Kuopio. Het stadion wordt vooral gebruik voor voetbalwedstrijden. De voetbalclubs KuPS Kuopio en Pallokissat maken gebruik van dit stadion. Het stadion is geopend in 1939 en er is plaats voor 4.700 toeschouwers. 